# 科耶廷
科耶廷是捷克的城鎮，位於該國東部，距離克羅梅日什約9公里，由奧洛穆克州負責管轄，始建於十三世紀，面積31.07平方公里，海拔高度200米，2006年人口6,477，到了2023年1月統計，人口降至5,844人。

## 交通
由布爾諾往奧斯特拉瓦的D1高速公路，穿越了科耶廷的南方城鎮。
科耶廷位於兩條重要的鐵路線上：布爾諾－奧斯特拉瓦－博胡明線和奧洛摩次-維什科夫線。還有一條地方性鐵路線連接科耶廷和霍萊紹夫。

## 知名人士
- Jan Tomáš Kuzník（捷克語：Jan Tomáš Kuzník）（1716年－1786年），捷克著名的音樂教師及作曲家，於科耶廷逝世。
- Beda Dudík（捷克語：Beda Dudík）（1815年－1890年），捷克著名的歷史學者及本篤會修士。1815年於科耶廷出生。
- David Kaufmann（英语：David Kaufmann）（1852年－1899年），身分為奧地利猶太人的學者。
- Eduard Hedvíček（捷克語：Eduard Hedvíček）（1878年－1947年），德奧合併前奧地利的總理恩格爾伯特·陶爾斐斯的秘書。
- Libor Žůrek（捷克語：Libor Žůrek）（1979年－），捷克足球員。1979年出生於科耶廷。

## 外部連結
- Municipal website （页面存档备份，存于）
- Jews of Kojetin website （页面存档备份，存于）
- Video with historic photos of Kojetin （页面存档备份，存于）
- Video with current photos of Kojetin （页面存档备份，存于）

1. ↑  . Czech Statistical Office. 2023-05-23  [2023-07-19]. （原始内容存档于2023-09-28）.